# Джеймі Варді
Дже́ймі Рі́чард Ва́рді (англ. Jamie Richard Vardy; нар. 11 січня 1987, Шеффілд, Англія) — англійський футболіст, нападник національної збірної Англії і клубу «Лестер Сіті». Автор рекорду чемпіонату Англії, відзначаючись голами в 11 матчах поспіль. Таким чином він побив рекорд Руда ван Ністелроя.

## Клубна кар'єра

### Початок кар'єри
Вихованець юнацьких команд футбольних клубів «Шеффілд Венсдей» та «Стоксбридж Парк Стілз». Гравець змалку грав у нападі. У шістнадцятирічному віці його було відраховано з академії через низький зріст. Провівши один рік без футболу, Джеймі вирішив поновити кар'єру і став футболістом юнацької команди клубу восьмого англійського дивізіону «Стокбрідж». Упродовж трьох перших сезонів молодий гравець виступав за юнацьку і резервну команду цього клубу.

#### «Стоксбридж Парк Стілз»
У дорослому футболі дебютував 2007 року виступами за команду клубу «Стоксбридж Парк Стілз», де провів три сезони, взявши участь у 107 матчах чемпіонату. Більшість часу, проведеного у складі, був основним гравцем атакувальної ланки команди. Зіграв 107 матчів і забив 66 м'ячів.

#### «Галіфакс Таун»
Своєю грою за цю команду привернув увагу представників тренерського штабу клубу «Галіфакс Таун», до складу якого приєднався 2010 року. Відіграв за команду з Галіфакса наступний сезон своєї ігрової кар'єри. Граючи у складі «Галіфакс Таун», здебільшого виходив на поле в основному складі команди.

#### «Флітвуд Таун»
2011 року уклав контракт із клубом «Флітвуд Таун», у складі якого провів наступний рік своєї кар'єри гравця. Тренерський штаб нового клубу також розглядав його як гравця «основи». Зіграв у складі клубу 36 матчів і відзначився 31-м голом.

### «Лестер Сіті»
До складу клубу «Лестер Сіті» приєднався 2012 року. Перший сезон на професіональному рівні у Варді не вдався: він забив усього п'ять м'ячів і постійно піддавався осуду з боку вболівальників. Він думав про завершення кар'єри, однак головний тренер Найджел Пірсон зумів переконати гравця залишитися. У другому своєму сезоні Джеймі зумів подолати всі труднощі і почати регулярно забивати: відзначившись шістнадцятьма голами, він зробив вагомий внесок у вихід «лисів» у  Прем'єр-Лігу.
У найвищому дивізіоні чемпіонату Англії Варді дебютував 31 серпня 2014 року в матчі проти «Арсеналу». Свій перший м'яч у турнірі Джеймі забив 21 вересня в матчі з «Манчестер Юнайтед». Усього в сезоні 2014/15 на його рахунку п'ять м'ячів і десять гольових передач у тридцяти чотирьох зустрічах.
Сезон 2015/2016 розпочався для Варді з забитого гола у ворота «Сандерленда» на 11-ій хвилині. У цьому матчі «Лиси» виграли з рахунком 4:2. 13 вересня він зрівняв рахунок у матчі проти « Астон Вілли», що завершився перемогою Лестера 3:2. У 7 турі Варді забив два м'ячі у ворота Арсеналу, що стали 6 та 7 м'ячем за сезон, проте Лестер зазнав поразки з рахунком 2:5. 24 жовтня, він забив єдиний гол у ворота Крістал Пелес, Лестер виграв матч, а Варді забив свій 10 гол у поточному сезоні. Варді став найкращим гравцем жовтня в АПЛ, того місяця Варді 5 разів відзначився у воротах суперників. У двобої з «Ньюкаслом» Джеймі в самому кінці першого тайму відзначився у воротах «Сорок» і забив десятий м'яч поспіль в англійській  Прем'єр-лізі. Завдяки такій гольовій феєрії, форвард зрівнявся з Рудом ван Ністелроєм, який встановив цей рекорд 2003 року, виступаючи за Манчестер Юнайтед.
У 14-му турі англійської  Прем'єр-ліги зустрілися лідери чемпіонату — сенсаційно перший у таблиці «Лестер Сіті» і «Манчестер Юнайтед», котрий відставав на один пункт. Матч завершився внічию 1:1, а Варді, забивши гол, став першим гравцем в історії англійської  Прем'єр-ліги, який зумів забити в 11-ти іграх поспіль.
Сезон 2015/2016 став найуспішнішим у кар'єрі Варді. «Лестер Сіті» неочікувано для всіх здобув золоті медалі англійської Прем'єр-ліги, а самого Варді представники засобів масової інформації визнали найкращим гравцем сезону. Також отримав титул найкращого гравця сезону й від керівництва англійського футболу і вболівальників.
4 липня 2020 року в матчі проти «Кристал Пелас» відзначився дублем. Перший із його голів виявився для Джеймі 100-м в рамках АПЛ. Він став першим гравцем «Лестер Сіті», якому вдалася підкоритися планка в 100 м'ячів у цьому турнірі. Усього в тому сезоні нападник відзначився 23-ма голами, що дозволило йому стати кращим бомбардиром Прем'єр-ліги і виграти «Золоту бутсу» цього турніру. На момент здобуття нагороди Джеймі Варді було 33 роки, що зробило його найстаршим гравцем в історії  АПЛ, якому будь-коли підкорювалася ця вершина.
Перед початком сезону 2020/21 Варді продовжив свій контракт із клубом до кінця 2023 року. На даний момент нападник є кращим бомбардиром «Лестер Сіті» в історії - 164 м'ячі.

## Виступи за збірну
2015 року дебютував в офіційних матчах у складі національної збірної Англії.
Наступного року на Євро-2016 записав до свого активу три гри — дві гри групового етапу і програний ісландцям матч 1/8 фіналу. У своїй першій грі на континентальній першості, проти збірної Уельсу, вийшов на заміну по перерві, а вже на 56-ій хвилині зрівняв рахунок зустрічі, яку згодом його команда виграла з рахунком 2:1.
16 травня 2018 року був включений до заявки національної команди на чемпіонат світу 2018, де виходив на поле у чотирьох іграх, зокрема тричі на заміну.
| Дата       | Місто           | Господарі  | Результат               | Гості      | Турнір               | Голи | Примітки |
| ---------- | --------------- | ---------- | ----------------------- | ---------- | -------------------- | ---- | -------- |
| 07-06-2015 | Дублін          | Ірландія   | 0 – 0                   | Англія     | товариський матч     | -    | 75'      |
| 05-09-2015 | Серравалле      | Сан-Марино | 0 – 6                   | Англія     | Відбір до ЧЄ 2016    | -    |          |
| 09-10-2015 | Лондон          | Англія     | 2 – 0                   | Естонія    | Відбір до ЧЄ 2016    | -    | 82'      |
| 12-10-2015 | Вільнюс         | Литва      | 0 – 3                   | Англія     | Відбір до ЧЄ 2016    | -    | 79'      |
| 26-03-2016 | Берлін          | Німеччина  | 2 – 3                   | Англія     | товариський матч     | 1    | 71'      |
| 29-3-2016  | Лондон          | Англія     | 1 – 2                   | Нідерланди | товариський матч     | 1    |          |
| 22-5-2016  | Манчестер       | Англія     | 2 – 1                   | Туреччина  | товариський матч     | 1    |          |
| 2-6-2016   | Лондон          | Англія     | 1 – 0                   | Португалія | товариський матч     | -    | 66'      |
| 16-6-2016  | Ленс            | Англія     | 2 – 1                   | Уельс      | ЧЄ 2016 - 1-й етап   | 1    | 46'      |
| 20-6-2016  | Сент-Етьєн      | Словаччина | 0 – 0                   | Англія     | ЧЄ 2016 - 1-й етап   | -    |          |
| 27-6-2016  | Ніцца           | Англія     | 1 – 2                   | Ісландія   | ЧЄ 2016 - 1/8 фіналу | -    | 60'      |
| 8-10-2016  | Лондон          | Англія     | 2 – 0                   | Мальта     | Відбір до ЧС 2018    | -    | 74'      |
| 11-11-2016 | Лондон          | Англія     | 3 – 0                   | Шотландія  | Відбір до ЧС 2018    | -    | 74'      |
| 15-11-2016 | Лондон          | Англія     | 2 – 2                   | Іспанія    | товариський матч     | 1    | 67'      |
| 22-3-2017  | Дортмунд        | Німеччина  | 1 – 0                   | Англія     | товариський матч     | -    | 70'      |
| 26-3-2017  | Лондон          | Англія     | 2 – 0                   | Литва      | Відбір до ЧС 2018    | 1    | 60'      |
| 1-9-2017   | Та-Калі         | Мальта     | 0 – 4                   | Англія     | Відбір до ЧС 2018    | -    | 69'      |
| 11-11-2017 | Лондон          | Англія     | 0 – 0                   | Німеччина  | товариський матч     | -    | 86'      |
| 14-11-2017 | Лондон          | Англія     | 0 – 0                   | Бразилія   | товариський матч     | -    | 75'      |
| 23-3-2018  | Амстердам       | Нідерланди | 0 – 1                   | Англія     | товариський матч     | -    | 68'      |
| 27-3-2018  | Лондон          | Англія     | 1 – 1                   | Італія     | товариський матч     | 1    | 70'      |
| 7-6-2018   | Лідс            | Англія     | 2 – 0                   | Коста-Рика | товариський матч     | -    | 61'      |
| 24-6-2018  | Нижній Новгород | Англія     | 6 – 1                   | Панама     | ЧС 2018 - 1-й етап   | -    | 63'      |
| 28-6-2018  | Калінінград     | Англія     | 0 – 1                   | Бельгія    | ЧС 2018 - 1-й етап   | -    |          |
| 3-7-2018   | Москва          | Колумбія   | 1 – 1 д.ч. (3 – 4 п.п.) | Англія     | ЧС 2018 - 1/8 фіналу | -    | 88'      |
| 11-7-2018  | Москва          | Хорватія   | 2 – 1 д.ч.              | Англія     | ЧС 2018 - півфінал   | -    | 112'     |
| Усього     |                 | Матчів     | 26                      |            | Голів                | 7    |          |

## Досягнення

### Командні
- Чемпіон Англії (1):

«Лестер Сіті»: 2015-16
- Володар Кубка Англії (1):

«Лестер Сіті»: 2020-21
- Володар Суперкубка Англії (1):

«Лестер Сіті»: 2021

### Особисті
- Гравець сезону англійської Прем'єр-ліги (1): 2015–16
- Футболіст року за версією АФЖ (1): 2015–16
- Команда року за версією футболістів ПФА (1): 2015–16[2]